# Harry Potter és a Főnix Rendje
A Harry Potter és a Főnix Rendje (eredeti, angol címén Harry Potter and the Order of the Phoenix) Joanne K. Rowling ifjúsági regénye, Harry Potter-sorozat ötödik kötete. A könyv az Egyesült Királyságban, az Egyesült Államokban, Kanadában és Ausztráliában 2003. június 21-én, Magyarországon pedig december 5-én jelent meg (ISBN 963-9307-88-2). Már megjelenésének napján az USA-ban és Nagy-Britanniában hétmillió példányt adtak el belőle. Harmincnyolc fejezetből áll, nagyjából 255 000 szót tartalmaz, a brit kiadásban 766, az amerikaiban 870, a magyar fordításban pedig 751 oldalas.
A Warner Bros 2006. április 5-én bejelentette, hogy azonos néven elkészíti a könyv filmváltozatát, melyet Magyarországon 2007. július 12-én mutattak be a mozikban.

## Keletkezése és kiadása
A BBC Newsnak adott interjúban Rowling célzott arra, hogy egy főszereplő meg fog halni a könyvben, és emiatt maga is szomorú volt. Noha férje azt javasolta, hogy írja át a történetet és hagyja életben a szereplőt, az írónő szükségesnek tartotta, hogy „könyörtelen gyilkos” legyen. Utóbb Rowling elárulta, hogy ebben a könyvben eredetileg Arthur Weasleyt szánta halálra, de végül nem volt képes ezt megtenni. Más alkalommal, amikor arról kérdezték az írónőt, hogy ha lehetséges volna, mit változtatna a hét könyvben, Rowling azt választotta, hogy még dolgozott volna a Főnix Rendjén, mert túl hosszúnak érzi.
A Potter-rajongóknak három évig kellett várniuk a negyedik és az ötödik kötet megjelenése között. Az ötödik kötet kiadása előtt, az első négy könyvből már 200 millió példányt adtak el és 55 nyelvre fordították le. Mivel a sorozat már világszerte ismert volt, rekordmennyiségű előrendelést vettek fel és a kiadás éjjelén több ezer olvasó várakozott a könyvesboltok előtt. A biztonsági intézkedések ellenére, 2003. június 15-én több ezer példányt elloptak egy earlestowni raktárból.

## Főszereplők
- Harry Potter – varázslótanonc, Ron és Hermione legjobb barátja
- Ron Weasley – varázslótanonc, Harry és Hermione legjobb barátja
- Hermione Granger – boszorkánytanonc, Harry és Ron legjobb barátja
- Draco Malfoy – varázslótanonc, Harry, Ron és Hermione ellenfele az iskolában
- Albus Dumbledore – a Roxfort Boszorkány- és Varázslóképző Szakiskola igazgatója
- Minerva McGalagony – átváltoztatástan-tanár, a Griffendél-ház vezetője, a Roxfort igazgatóhelyettese
- Rubeus Hagrid – a Roxfort kulcs- és háztájőrzője, a „legendás lények gondozása” tantárgyat tanítja, Harry, Ron és Hermione barátja
- Sirius Black – Harry keresztapja
- Voldemort - nagy hatalmú sötét varázsló, Harry legfőbb ellensége
- Perselus Piton - bájitaltan-tanár, a Mardekár-ház feje
- Dolores Umbridge - a Roxfort Boszorkány- és Varázslóképző Szakiskola főinspektora
- Ginny Weasley - varázslótanonc, Dumbledore Seregének tagja

## Cselekménye
Harry Potter 15 éves lett, és a nyarat - szokás szerint - a Privet Drive 4. szám alatt kell töltenie. Azonban a Magnolia közben a fiút és unokatestvérét, Dudleyt megtámadja két dementor. Harry patrónust idéz meg, mellyel elüldözi a dementorokat: tehát varázslatot használ, ami a kiskorú mágusoknak tilos. További problémák elkerülése végett egy mentőcsapat elhozza Harryt a Privet Drive-ról. A nyár végét barátaival, Ronnal és Hermionéval tölti egy sötét, elvarázsolt házban, a londoni Grimmauld téren lévő Black-házban, amit Sirius felajánlott Dumbledore-nak, mint a Főnix Rendje főhadiszállását. Harry megismeri a rend tagjait és a Black-család "nemes és nagy múltját".
A fegyelmi tárgyalásra a Mágiaügyi Minisztériumban kerül sor, ahol a teljes Wizengamot tárgyalja Harry ügyét. Arthur Weasley - aki a Mugli Tárgyakkal Való Visszaélési Ügyosztály vezetője - kíséri el Harry-t a minisztériumba. A kihallgatók Cornelius Caramel, Amelina Bones és Dolores Umbridge. Jegyzőkönyvvezetőként jelen van Percy Weasley, a védelem tanújaként pedig megjelenik Albus Percival Wulfric Brian Dumbledore is. Dumbledore-ral tart tanúként Mrs. Figg is, aki látta a dementorokat, de tanúvallomását nem veszik komolyan. Dumbledore azonban olyan érvekkel áll ki Harry mellett, hogy Caramel végül kénytelen felmenteni Harryt. A tárgyalás alatt többen elcsodálkoznak Harry varázstudásán: már harmadéves tanulóként meg tudott idézni egy inkarnálódott patrónust. Harry nem érti, hogy Dumbledore miért nem szól hozzá és miért nem néz a szemébe. A tárgyalás után Lucius Malfoy is megjelenik, aki gyanút kelt Harryben és Mr. Weasley-ben.
A nyár azonban véget ér, kezdődik az iskola. Az iskolába új sötét varázslatok kivédése tanár (Dolores Jane Umbridge) érkezik, akit egy emberként utál az egész iskola, kivéve a Mardekárosokat. Karácsony előtt még megalapítják a DS-t (Dumbledore Serege, eredetileg Defenzív Szakkör).
Hermionén kívül mindenki ekkor döbben rá, hogy most lesznek az RBF- (Rendes Bűbájos Fokozat-) vizsgák. Új játékosokat választanak a kviddicscsapatokba. Az iskolában egymás után jelennek meg az újabb és újabb oktatási rendeletek, melyek felbolygatják az egész iskola életét.
Harryvel különös dolgok történnek, melyeket senki sem vesz elég komolyan addig, amíg baj nem történik. Ezek után azonban Harry nem veszi komolyan a bajok megelőzését. Az iskolában pedig folytatódnak az egyre érdekesebb események. Az ötödikeseknek pályaválasztási tanácsadáson kell részt venniük. Miközben Harryék már azt sem tudják, hogy mit és mennyit tanuljanak, Hagrid is megbízza őket egy feladattal, amire túl gyorsan mondanak igent. Elkezdődnek az RBF-vizsgák.
Ezután felgyorsulnak az események. Elmennek Londonba, hogy megszerezzék a jóslatot Harryről, illetve Voldemortról, így Harry folytán bajba kerülnek a barátai és több más ember. Miután sikerült ebből a csapdából kiszabadulniuk, rögtön beleesnek egy sokkal nagyobba, ahol már az életük a tét. A Főnix Rendjének tagjainak segítségével sikerül kiszabadulniuk, azonban ez már sajnos Sirius életébe kerül, amit Harry nem tud megbocsátani magának. Harry megtudja, hogy miért akarta megölni őt kiskorában Voldemort, és miért kell visszamennie a Privet Drive 4. szám alá.

## Magyarul
- Harry Potter és a főnix rendje; ford. Tóth Tamás Boldizsár; Animus, Bp., 2003